# Stirling

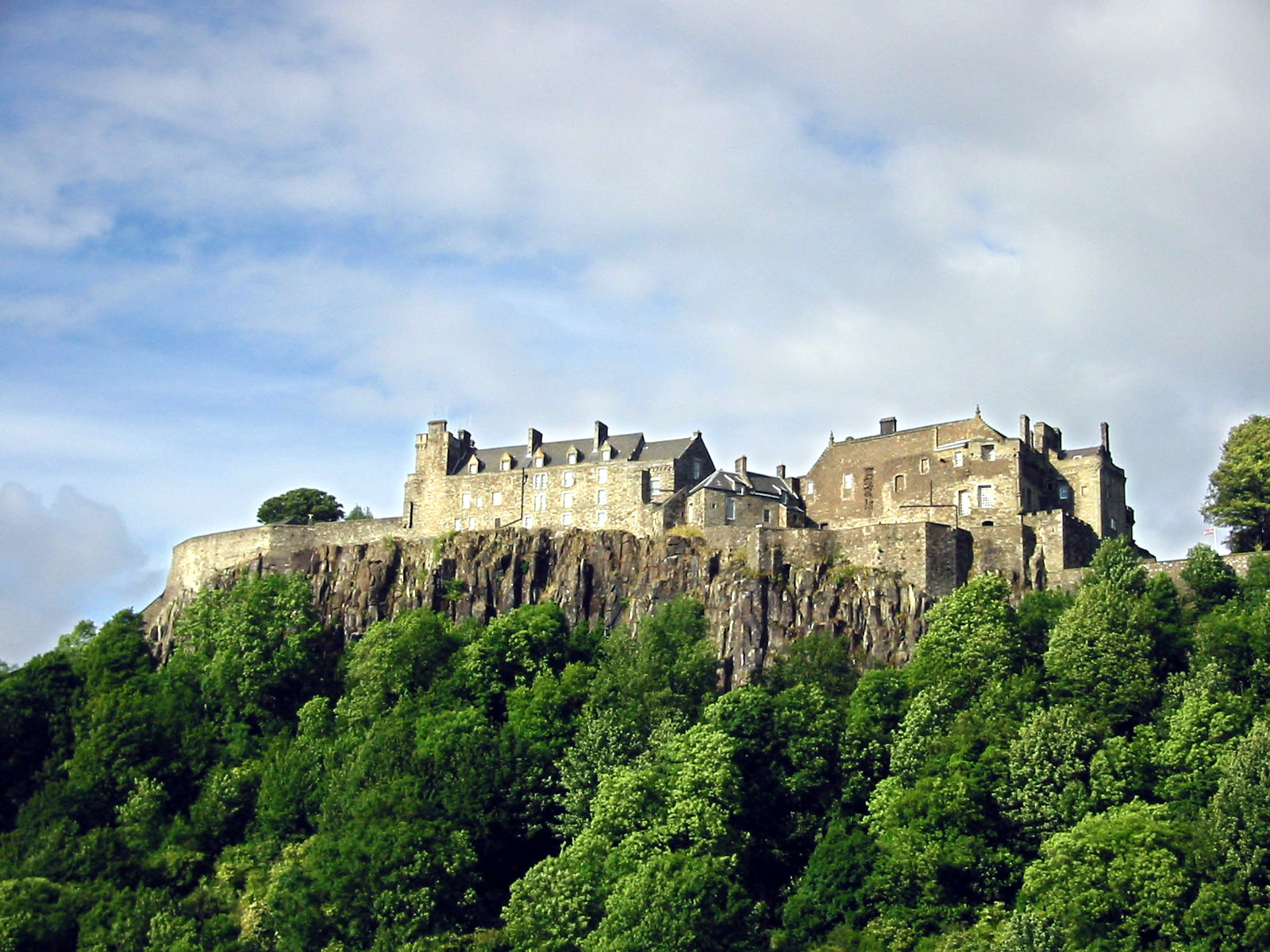
Stirling Castle

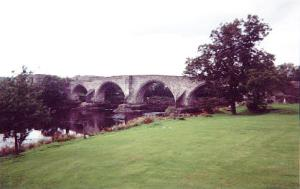
Stirling Old Bridge, waar vlakbij de houten brug lag waar William Wallace een belangrijke Schotse overwinning behaalde op de Engelsen

Stirling (Schots-Gaelisch: Sruighlea, Schots: Stirlin) is een (voormalige) royal burgh, tegenwoordig met de officiële titel van city, in Schotland. Het is een moderne stad gelegen op de aanslibbingsvlakte van de rivier de Forth, rond een steile rots waarop zich een kasteel en het oude stadscentrum bevinden. Door zijn centrale ligging heeft Stirling een belangrijke rol in de geschiedenis van Schotland gespeeld, die het de naam "Poort naar de Hooglanden" heeft opgeleverd. De stad heeft een populatie van 41.243.

## Geschiedenis
De ligging van Stirling is altijd van groot strategisch belang geweest, aangezien het de oversteekplaats van de Forth tussen de Ochil Hills en de Gargunnock Hills beheerst en over een steile, praktisch oninneembare rots beschikt. De talrijke veldslagen die hier in de omgeving hebben plaatsgevonden, kunnen hiervan getuigen.

### Banden met de Kroon
Er is weinig bekend over de eerste bewoners van de rots. De banden met het koningshuis ontstonden in 1124 na het overlijden van Alexander I. Zijn broer David I verhief Stirling tot Royal Burgh en de privileges die dat met zich meebracht, bezorgden de stad welvaart en groei. De stad ging zelfs deel uitmaken van de Court of the Four Burghs, samen met North Berwick, Edinburgh en Roxburgh. David I heeft waarschijnlijk in 1147 van hier toezicht gehouden op de bouw van zijn Cambuskenneth Abbey, op de vruchtbare vlakten van de Forth.

### De onafhankelijkheidsoorlog (1296–1305)
Vanwege zijn strategische ligging werd de burcht vele malen bevochten door beide kanten in de onafhankelijkheidsoorlog tussen Schotland en Engeland. Stirling was daarin de laatste vesting in handen van Wallace (zie ook Slag bij Stirling Bridge).

### Residentie van hethuis Stuart
Met de troonsbestijging van de Stuarts werd Stirling Castle de vaste residentie van het koningshuis. Jacobus III van Schotland, die in de burcht werd geboren, verbeterde de verdedigingswerken en bouwde het wachtershuisje en de Great Hall waar het parlement bijeenkwam.
Onder Jacobus IV en Jacobus V maakte Stirling een bloeiperiode door. Jacobus IV begon met de bouw van een paleis, dat door zijn zoon (Jacobus V) werd voltooid.
Al de Stuarts tot Jacobus VI werden hier gedoopt en gekroond. Het vertrek van Jacobus VI naar Londen betekende het einde van Stirling als koninklijke residentie.

### Een welvarendeRoyal Burgh
De handelsprivileges en de aanwezigheid van het hof brachten in 15de en 16de eeuw welvaart, waarbij de stad zich uitbreidde langs de helling. In de eerste helft van de 15de eeuw werd er een kerk gebouwd en verschillende koninklijke bouwwerken (zie Residentie van de Stuarts). Het gevolg van de koning bouwde herenhuizen en de middenstand volgde dit voorbeeld. Zo had op het moment dat het hof zich verplaatste, zich al een handelsstructuur gevormd.

### National Covenantenrepubliek van Cromwell
De inwoners van Stirling namen deel aan de Jacobitische opstanden, met name aan de Slag bij Sheriffmuir, die ondanks de onbesliste afloop toch het einde inluidde van de opstanden van 1715.
Bij de opstand van 1745 was de rol van Stirling nog groter, want Bonnie Prince Charlie bracht de winter door in de streek, voordat hij bij Culloden definitief werd verslagen.

### Moderne tijden
In de 19de eeuw kwam de textielindustrie tot bloei, evenals de koolmijnen en de constructiewerkplaatsen voor landbouwmachines. Dankzij de centrale ligging en de komst van de spoorweg werd de stad al spoedig een knooppunt van verbindingen.

## Bezienswaardigheden
- Stirling Castle, de residentie van Schotse koningen
- Stirling Old Bridge, de vijftiende-eeuwse brug over de Forth
- Old Town Jail, een tot museum verworden Victoriaanse gevangenis
- Smith Art Gallery and Museum
- Cowane's Hospital, een zeventiende-eeuwse liefdadigheidsinstelling en later gildehuis
- Church of the Holy Rude, de parochiekerk waar Jacobus VI werd gekroond
- Argyll and Sutherland Highlanders Regimental Museum
- Wallace Monument, een symbool van de Schotse vrijheid
- Cambuskenneth Abbey, de ruïne van een Augustijnse abdij, waar Jacobus III is begraven
- Argyll's Lodging, het als museum ingerichte huis van de graaf van Argyll
- Mar's Wark, de ruïne van het huis van de graaf van Mar
- King's Knot, de overblijfselen van de formele tuinen van Stirling Castle

## Sport
Stirling was in 1998 de startplaats van de Prudential Tour, een meerdaagse profwielerronde die werd gewonnen door de Australiër Stuart O'Grady. De tijdritcompetities tijdens het Wereldkampioenschappen wielrennen 2023 werden ook in en rond Stirling afgewerkt.

## Geboren
- Duncan Ferguson (1971), voetballer
- Simon Terry (1974), handboogschutter
- Stephen Kingsley (1994), voetballer